# Zalog pod Uršulo
Zalog pod Uršulo je naselje u slovenskoj Općini Šentjuru. Zalog pod Uršulo se nalazi u pokrajini Štajerskoj i statističkoj regiji Savinjskoj. 

## Stanovništvo
Prema popisu stanovništva iz 2002. godine naselje je imalo 44 stanovnika.